# جاسينتو رودريغيز
جاسينتو رودريغيز (بالإسبانية: Jacinto Rodríguez)‏ هو لاعب كرة قدم باراغواياني في مركز حراسة المرمى، ولد في 5 ديسمبر 1958 في أسونسيون في باراغواي. لعب مع ريفر بليت (أسونسيون).